# Widdowson Glacier
Widdowson Glacier är en glaciär i Antarktis. Den ligger i Västantarktis. Argentina, Chile och Storbritannien gör anspråk på området. Widdowson Glacier ligger 1 221 meter över havet.
Terrängen runt Widdowson Glacier är kuperad åt sydväst, men åt nordost är den bergig. Trakten är obefolkad. Det finns inga samhällen i närheten.